# Grand-Îlet
Ne doit pas être confondu avec Grand îlet.
Le Grand Îlet est une petite île inhabitée dans l'archipel des Saintes, aux Antilles françaises. Il est administrativement rattaché à la commune de Terre-de-Haut.

## Géographie
Avec une superficie de 48 hectares environ, le Grand Îlet est situé à 1 200 mètres au sud de l'île de Terre-de-Haut. De forme triangulaire il se termine de part et d'autre par trois pointes : La Grosse Pointe à l'est est une falaise abrupte qui plonge dans le canal de la Dominique, la Basse Pointe au nord de l'île faisant face à la Redonde, devant laquelle se trouve une série de rochers aiguisés les Quilles et la pointe des Colibris à l'ouest formant la dangereuse passe des Dames avec la pointe est de la Coche.    L'île mesure approximativement 900 mètres d'est en ouest et 1 200 mètres du nord au sud. Son point culminant s'élève à 165 mètres, sur le site de la grosse pointe. Elle comporte deux anses : l'anse du Grand Étang, plage sablonneuse caractérisée par sa grande saline et l'anse des Colibris.
La passe du Grand Îlet est formée par la Basse Pointe et la Redonde. 
A l'est de l'îlet, se trouve le "Sec", montagne sous-marine dont la base circulaire est à -25 m et le sommet à -5 m. Outre les gorgones (dont les éventails de mer des profondeurs), coraux et éponges, le sommet de cette montagne attire de nombreuses variétés de poissons tels que les barracudas, castagnoles (Chromis chromis), badèches créoles (Paranthias furcifer), sergents majors (Abudefduf saxatilis), , bourses de l'atlantique (Baliste capriscus), bourses noires (Melichthys niger)...  

### Faune
L'île est fréquentée par des tortues marines, qui viennent s'y reproduire, mais elle est le royaume particulier des oiseaux marins. Sur cette terre nidifient Frégate superbe (Fregata magnificens), fous bruns ou masqués, sternes, pélicans bruns « Grands gosiers » (Pelecanus occidentalis), pétrels, fous à pieds rouge (Sula sula). Le reposoir de ces animaux provoque une forte concentration de guano sur les rochers et plages de l'îlet.     
Les plages de l'île sont riches en crabes, notamment le crabe de terre, le crabe blanc, le crabe cé-ma-faute et le crabe cirique.
L'étang lui héberge des oiseaux échassiers des Antilles.

## Patrimoine et protection
Depuis 1994, l'îlet est la propriété du conservatoire du littoral et des rivages lacustres et est placé sous la protection de l'institution même si la municipalité de Terre-de-Haut et l'Office national des forêts de la Guadeloupe en restent les gestionnaires. Il est un espace protégé de catégorie IV UICN.
La forêt de type xérophile comme l'ensemble des îles de l'archipel des Saintes fait l'objet également d'une protection, notamment les bois de Merisiers, espèce endémique de l'archipel.
Le Grand Îlet est inclus dans l'espace de la réserve naturelle des îles des Saintes. C'est un site remarquable d'observation sous-marine, de par la présence d'un sec en pleine houle. Il s'agit d'une montagne sous-marine dont la base est à moins 25 mètres et le sommet à moins 5 mètres en dessous de la mer. L'endroit regorge d'une incroyable diversité d'éponges, gorgones, coraux et poissons des Antilles, attirant les plongeurs.

## Galerie

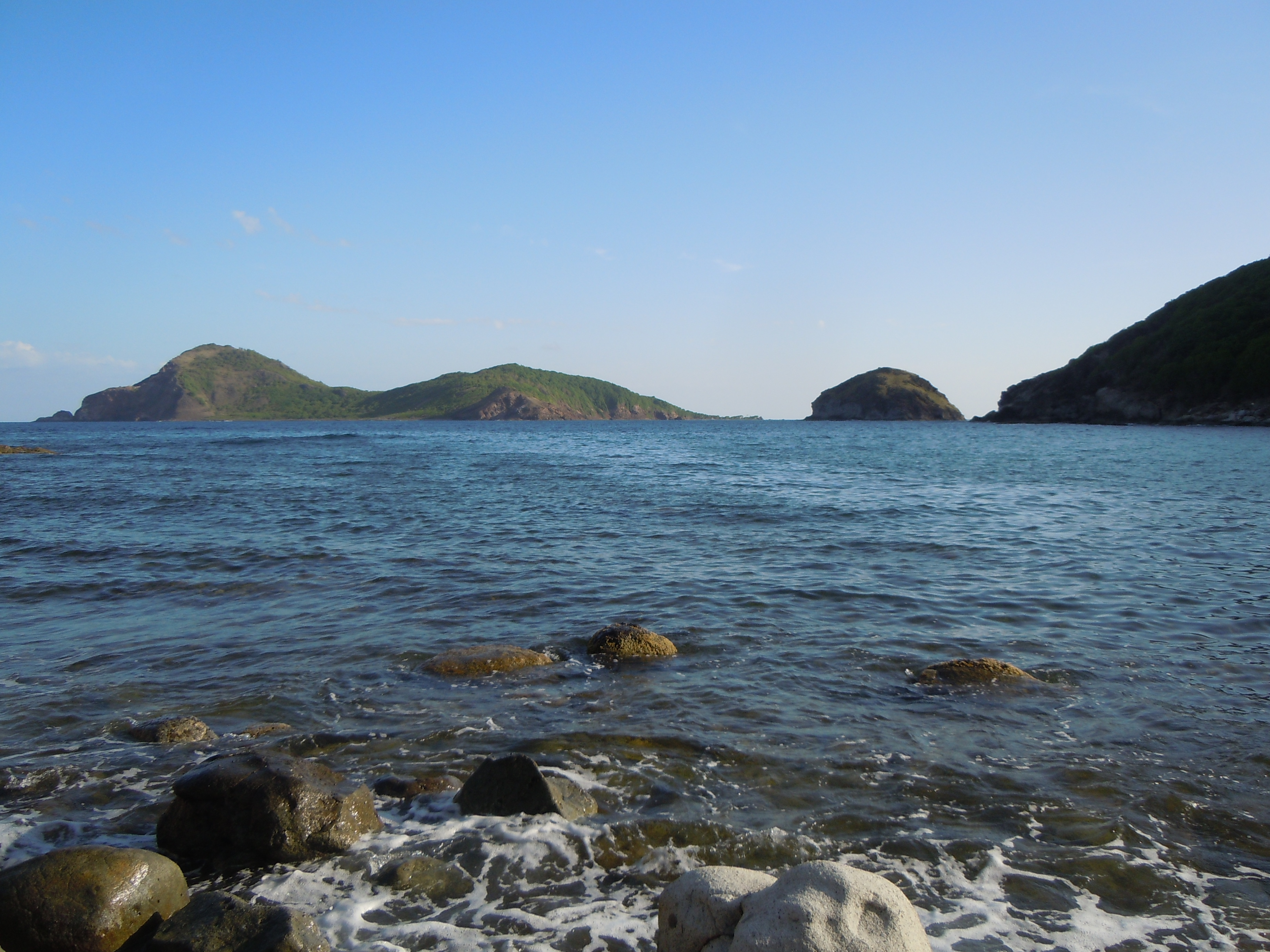
Vue de Grand-Îlet et de la Redonde depuis l'Anse du Figuier à Terre-de-Haut